# Fang Ganmin
Fang Ganmin (chinois simplifié : 方干民 ; chinois traditionnel : 方幹民 ; pinyin : Fang Ganmin ; 1906-1984) est un peintre chinois.
Il fut l'un des premiers artistes chinois à étudier en France de 1925 à 1929. À son retour en Chine, il occupa plusieurs postes importants dans le circuit académique officiel.

## Biographie
Né dans le Zhejiang, Fang Ganmin (1906-1984) a appris la peinture occidentale au Shanghai Meizhuan. Fin 1925, il est parti pour la France et il rentré en Chine en 1929. Il a enseigné au Shanghai Meizhuan, au XinhuaYizhuan, puis à Hangzhou. Il fut l’un des trois professeurs de peinture occidentale dans le Guomei avec Lin Fengmian et Wu Dayu. Pourtant, l’œuvre de Fang Ganmin est indubitablement de type réaliste académique.
Certaines de ses œuvres incluent La Femme nue (années 1920), Sun Yat-sen fait son testament (1935), La Manifestation des ouvriers rue de Nanjing à Shanghai le 30 mai 1925 (1937), La Colombe (1931), La Chanson de l’automne (1931), L’Étoile, la Lune et le rêve (1959), Lac de l'Ouest lors des fêtes (1933), La Ferme (1962), L’Automne du lac de l'Ouest (1964).

## Style
Fang Ganmin a appris dans les années 1920 à peindre le modèle nu comme dans La Femme nue (Nürenti) où il insiste sur la poitrine du modèle, mais surtout avec son huile sur toile Sun Yat-sen fait son testament (Sun Zhongshan xiansheng shouzhutu) de 1935 et dans La Manifestation des ouvriers rue de Nankin à Shanghai le 30 mai 1925 (Wusa Shanghai nanjinglu gongren shiwei) de 1937, Fang Ganmin montre un talent pour les scènes historiques.
Il a aussi produit des peintures de style Art déco, comme La Colombe (Baige) de 1931, La Chanson de l’automne (Qiuqu) de 1931, L’Étoile, la Lune et le rêve (Xing yue meng) de 1959 que l'on peut rapprocher des œuvres d'André Lhote ; un paysage, Le Lac de l’Ouest lors des fêtes (Jierilide xihu) de 1933 ressemble à un décor de film expressionniste avec le drapeau nationaliste en vedette.
Enfin, des paysages des années 1950 et 1960, comme La Ferme (Nongchang) de 1962 ou bien L’Automne au lac de l’Ouest (Xihu wanqiu) de 1964, témoignent d’une maîtrise technique dans le rendu réaliste.

## Famille
Fang Ganmin est connu pour sa relation amoureuse avec Su Ailan (1905-1985), élève dans l’atelier Humbert et sœur d’une écrivaine célèbre pour s’être opposée à Lu Xun, Su Xiaomei, alias Su Xuelin (1897-1999). C’est l’exemple d’une idylle nouée à l’École des beaux-arts de Paris. Ils se sont mariés à leur retour en Chine et ils ont été recrutés par le Xinhua Meizhuan avec Wang Rizhan et d’autres. Fang Ganmin intègre ensuite le Guomei à Hangzhou.